# Coenosopsia floridensis
Coenosopsia floridensis är en tvåvingeart som beskrevs av Verner Michelsen 1991. Coenosopsia floridensis ingår i släktet Coenosopsia och familjen blomsterflugor. Inga underarter finns listade i Catalogue of Life.